# 수니 브라운
수니 브라운(Sunni Brown)은 미국 텍사스주 태생의 작가이다. 그는 대규모의 전략적 낙서와 낙서의 가치와 힘을 알리는 활동으로 잘 알려져 있다. 브라운은 시각적 사고를 상담하는 '브라운 스팟'의 창립자이기도 하다.
수니 브라운은 '게임스토밍'(Gamestorming)의 공저자이다. 이 책에서 브라운은 시각적 사고기법을 사업에 활용하는 방법의 윤곽을 그렸다.
브라운은 2011년 TED에서 낙서의 힘에 관한 강연을 하기도 했다. 또한 그는 2011년 경제지인 '패스트 컴퍼니'(Fast Company)로부터 창조적 사업가 중 한 명으로 선정되기도 했다.